# Athletissima 2022

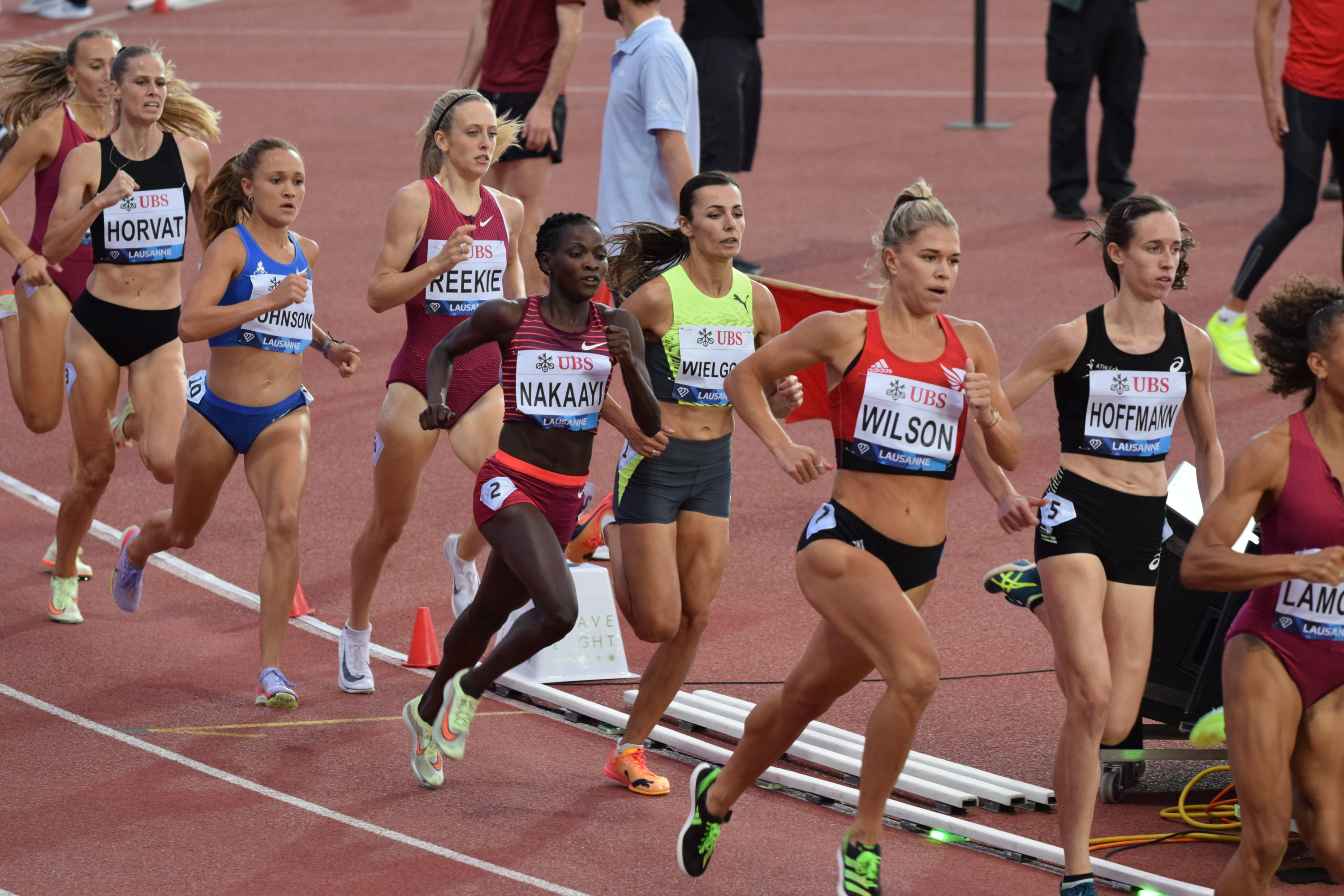
Athletissima 2022, 800 m Frauen

Die Athletissima 2022 war eine Leichtathletik-Veranstaltung, die am 26. August im Stade Olympique de la Pontaise in Lausanne stattfand und Teil der Diamond League war.

## Ergebnisse

### Männer

#### 200 m
| Platz | Athlet            | Land | Zeit (s) |
| ----- | ----------------- | ---- | -------- |
| 1     | Noah Lyles        | USA  | 19,56    |
| 2     | Michael Norman    | USA  | 19,76 SB |
| 3     | Jereem Richards   | TTO  | 19,95    |
| 4     | Alexander Ogando  | DOM  | 20,09    |
| 5     | Andrew Hudson     | JAM  | 20,09    |
| 6     | Erriyon Knighton  | USA  | 20,13    |
| 7     | Joseph Fahnbulleh | LBR  | 20,33    |
| 8     | Charles Dobson    | GBR  | 20,34    |

Wind: +1,3 m/s

#### 1500 m
| Platz | Athlet                     | Land | Zeit (min) |
| ----- | -------------------------- | ---- | ---------- |
| 1     | Jakob Ingebrigtsen         | NOR  | 3:29,05 WL |
| 2     | Abel Kipsang               | KEN  | 3:29,93 SB |
| 3     | Stewart McSweyn            | AUS  | 3:30,18 SB |
| 4     | Josh Kerr                  | GBR  | 3:32,28    |
| 5     | Michał Rozmys              | POL  | 3:32,43 PB |
| 6     | Mario García               | ESP  | 3:32,71    |
| 7     | Timothy Cheruiyot          | KEN  | 3:32,91    |
| 8     | Samuel Tanner              | NZL  | 3:33,67    |
| 9     | Jake Heyward               | GBR  | 3:34,99    |
| 10    | Matthew Stonier            | GBR  | 3:35,57    |
| 11    | Abdellatif Sadiki          | MAR  | 3:37,41    |
| 12    | Oliver Hoare               | AUS  | 3:37,81    |
| 13    | Gonzalo García             | ESP  | 3:38,64    |
| 14    | Neil Gourley               | GBR  | 3:53,67    |
|       | Mounir Akbache (Pacemaker) | FRA  | DNF        |

#### 110 m Hürden
| Platz | Athlet                  | Land | Zeit (s) |
| ----- | ----------------------- | ---- | -------- |
| 1     | Rasheed Broadbell       | JAM  | 12,99 PB |
| 2     | Trey Cunningham         | USA  | 13,10    |
| 3     | Grant Holloway          | USA  | 13,11    |
| 4     | Hansle Parchment        | JAM  | 13,13    |
| 5     | Rafael Pereira          | BRA  | 13,49    |
| 6     | Damian Czykier          | POL  | 13,58    |
| 7     | Pascal Martinot-Lagarde | FRA  | 13,58    |
| 8     | Jason Joseph            | SUI  | 13,66    |

Wind: +0,0 m/s

#### 3000 m Hindernis
| Platz                         | Athlet                              | Land | Zeit (min) |
| ----------------------------- | ----------------------------------- | ---- | ---------- |
| 1                             | Soufiane el-Bakkali                 | MAR  | 8:02,45    |
| 2                             | Hailemariyam Amare                  | ETH  | 8:12,07    |
| 3                             | Leonard Kipkemoi Bett               | KEN  | 8:12,08 SB |
| 4                             | Ryūji Miura                         | JPN  | 8:13,06 SB |
| 5                             | Amos Serem                          | KEN  | 8:13,93    |
| 6                             | Abraham Kibiwot                     | KEN  | 8:15,69    |
| 7                             | Getnet Wale                         | ETH  | 8:16,41    |
| 8                             | Evan Jager                          | USA  | 8:16,99 SB |
| 9                             | Abrham Sime                         | ETH  | 8:25,06    |
| 10                            | Osama Zoghlami                      | ITA  | 8:25,63    |
| 11                            | Daniel Arce                         | ESP  | 8:26,98    |
|                               | Lawrence Kemboi Kipsang (Pacemaker) | KEN  | DNF        |
| Wilberforce Kones (Pacemaker) | KEN                                 | DNF  |            |

#### Hochsprung
| Platz | Athlet             | Land | Höhe (m) |
| ----- | ------------------ | ---- | -------- |
| 1     | Andrij Prozenko    | UKR  | 2,24     |
| 2     | Mutaz Essa Barshim | QAT  | 2,24     |
| 3     | JuVaughn Harrison  | USA  | 2,24     |
| 4     | Hamish Kerr        | NZL  | 2,24     |
| 5     | Gianmarco Tamberi  | ITA  | 2,20     |
| 6     | Django Lovett      | CAN  | 2,20     |
| 7     | Mateusz Przybylko  | GER  | 2,20     |
| 8     | Shelby McEwen      | USA  | 2,15     |
| 8     | Woo Sang-hyeok     | KOR  | 2,15     |

#### Dreisprung
| Platz | Athlet               | Land | Weite (m) |
| ----- | -------------------- | ---- | --------- |
| 1     | Andy Díaz            | CUB  | 17,67     |
| 2     | Lázaro Martínez      | CUB  | 17,50 PB  |
| 3     | Jordan Díaz          | CUB  | 17,44     |
| 4     | Hugues Fabrice Zango | BFA  | 17,07     |
| 5     | Almir dos Santos     | BRA  | 16,84     |
| 6     | Donald Scott         | USA  | 16,81     |
| 7     | Christian Taylor     | USA  | 16,45     |
| 8     | Jean-Marc Pontvianne | FRA  | 16,11     |

#### Kugelstossen
| Platz | Athlet           | Land | Weite (m) |
| ----- | ---------------- | ---- | --------- |
| 1     | Joe Kovacs       | USA  | 22,65     |
| 2     | Ryan Crouser     | USA  | 22,05     |
| 3     | Jacko Gill       | NZL  | 21,70     |
| 4     | Armin Sinančević | SRB  | 21,65     |
| 5     | Tomas Walsh      | NZL  | 21,30     |
| 6     | Josh Awotunde    | USA  | 21,22     |
| 7     | Nick Ponzio      | ITA  | 20,94     |
| 8     | Filip Mihaljević | CRO  | 20,91     |

#### Speerwurf
| Platz | Athlet          | Land | Weite (m) |
| ----- | --------------- | ---- | --------- |
| 1     | Neeraj Chopra   | IND  | 89,08     |
| 2     | Jakub Vadlejch  | CZE  | 85,88     |
| 3     | Curtis Thompson | USA  | 83,72     |
| 4     | Keshorn Walcott | TTO  | 83,38     |
| 5     | Lassi Etelätalo | FIN  | 80,17     |
| 6     | Patriks Gailums | LAT  | 79,71     |
| 7     | Toni Keränen    | FIN  | 77,18     |
| 8     | Gatis Čakšs     | LAT  | 74,50     |

### Frauen

#### 100 m
| Platz | Athletin              | Land | Zeit (s) |
| ----- | --------------------- | ---- | -------- |
| 1     | Aleia Hobbs           | USA  | 10,87    |
| 2     | Shericka Jackson      | JAM  | 10,88    |
| 3     | Marie-Josée Ta Lou    | CIV  | 10,89    |
| 4     | Tamari Davis          | USA  | 10,94    |
| 5     | Twanisha Terry        | USA  | 11,13    |
| 6     | Mujinga Kambundji     | SUI  | 11,15    |
| 7     | N’ketia Seedo         | NED  | 11,41    |
|       | Elaine Thompson-Herah | JAM  | DSQ      |

Wind: +0,0 m/s

#### 400 m
| Platz | Athletin                | Land | Zeit (s) |
| ----- | ----------------------- | ---- | -------- |
| 1     | Marileidy Paulino       | DOM  | 49,87    |
| 2     | Sada Williams           | BAR  | 49,94    |
| 3     | Fiordaliza Cofil        | DOM  | 50,13    |
| 4     | Candice McLeod          | JAM  | 51,10    |
| 5     | Natalia Kaczmarek       | POL  | 51,03    |
| 6     | Lieke Klaver            | NED  | 51,15    |
| 7     | Stephenie Ann McPherson | JAM  | 51,63    |
| 8     | Jodie Williams          | GBR  | 52,31    |

#### 3000 m
| Platz                       | Athletin                    | Land | Zeit (min) |
| --------------------------- | --------------------------- | ---- | ---------- |
| 1                           | Francine Niyonsaba          | BDI  | 8:26,80 MR |
| 2                           | Alicia Monson               | USA  | 8:26,81 PB |
| 3                           | Beatrice Chebet             | KEN  | 8:27,14    |
| 4                           | Sifan Hassan                | NED  | 8:28,28 SB |
| 5                           | Margaret Kipkemboi          | KEN  | 8:29,05 SB |
| 6                           | Elise Cranny                | USA  | 8:29,95 PB |
| 7                           | Laura Muir                  | GBR  | 8:30,53    |
| 8                           | Caroline Chepkoech Kipkirui | KAZ  | 8:34,65 SB |
| 9                           | Fantu Worku                 | ETH  | 8:35,55 SB |
| 10                          | Hawi Feysa                  | ETH  | 8:38,48 PB |
| 11                          | Jessica Hull                | AUS  | 8:41,52    |
| 12                          | Konstanze Klosterhalfen     | GER  | 8:45,36    |
| 13                          | Axumawit Embaye             | ETH  | 8:45,54    |
| 14                          | Elly Henes                  | USA  | 8:46,42    |
| 15                          | Josette Norris              | USA  | 8:50,49 PB |
|                             | Georgia Griffith            | AUS  | DNF        |
| Aneta Lemiesz (Pacemakerin) | POL                         | DNF  |            |

#### 100 m Hürden
| Platz | Athletin              | Land | Zeit (s) |
| ----- | --------------------- | ---- | -------- |
| 1     | Jasmine Camacho-Quinn | PUR  | 12,34 MR |
| 2     | Tobi Amusan           | NGR  | 12,45    |
| 3     | Tia Jones             | USA  | 12,47 PB |
| 4     | Nia Ali               | USA  | 12,59    |
| 5     | Britany Anderson      | JAM  | 12,59    |
| 6     | Kendra Harrison       | USA  | 12,59    |
| 7     | Nadine Visser         | NED  | 12,81    |
| 8     | Ditaji Kambundji      | SUI  | 12,83    |

Wind: −0,9 m/s

#### 400 m Hürden
| Platz | Athletin            | Land | Zeit (s) |
| ----- | ------------------- | ---- | -------- |
| 1     | Femke Bol           | NED  | 52,95 MR |
| 2     | Janieve Russell     | JAM  | 53,92    |
| 3     | Andrenette Knight   | JAM  | 54,33    |
| 4     | Anna Ryschykowa     | UKR  | 54,59    |
| 5     | Gianna Woodruff     | PAN  | 54,97    |
| 6     | Wiktorija Tkatschuk | UKR  | 55,29    |
| 7     | Dalilah Muhammad    | USA  | 56,03    |
|       | Rushell Clayton     | JAM  | DNF      |

#### Stabhochsprung
| Platz | Athletin            | Land | Höhe (m) |
| ----- | ------------------- | ---- | -------- |
| 1     | Tina Šutej          | SVN  | 4,70     |
| 2     | Nina Kennedy        | AUS  | 4,70     |
| 3     | Wilma Murto         | FIN  | 4,60     |
| 4     | Roberta Bruni       | ITA  | 4,60     |
| 5     | Angelica Moser      | SUI  | 4,50     |
| 5     | Katerina Stefanidi  | GRC  | 4,50     |
| 7     | Caroline Bonde Holm | DEN  | 4,35     |
| 8     | Lene Retzius        | NOR  | 4,35     |
|       | Margot Chevrier     | FRA  | NM       |

#### Dreisprung
| Platz | Athletin                | Land | Weite (m) |
| ----- | ----------------------- | ---- | --------- |
| 1     | Yulimar Rojas           | VEN  | 15,31     |
| 2     | Shanieka Ricketts       | JAM  | 14,64     |
| 3     | Maryna Bech-Romantschuk | UKR  | 14,31     |
| 4     | Patrícia Mamona         | PRT  | 14,22     |
| 5     | Tori Franklin           | USA  | 14,21     |
| 6     | Kimberly Williams       | JAM  | 14,12     |
| 7     | Kristiina Mäkelä        | FIN  | 13,99     |
| 8     | Hanna Minenko           | ISR  | 13,98     |
| 9     | Thea LaFond             | DMA  | 13,85     |